# 14.ª etapa de la Vuelta a España 2022
La 14.ª etapa de la Vuelta a España 2022 tuvo lugar el 3 de septiembre de 2022 entre Montoro y Sierra de la Pandera sobre un recorrido de 160,3 km. El vencedor fue el ecuatoriano Richard Carapaz del INEOS Grenadiers y el belga Remco Evenepoel consiguió mantener el liderato.

## Clasificación de la etapa
| Montoro - Sierra de la Pandera | etapa de montaña | (160,3 km) |

| \| Clasificación de la etapa \| Clasificación de la etapa \| Clasificación de la etapa \| Clasificación de la etapa \| Clasificación de la etapa \| \| Ciclista \| Ciclista \| Equipo \| Tiempo \| \| \| ------------------------- \| ------------------------- \| ------------------------- \| ------------------------- \| ------------------------- \| \| 1.º \| Richard Carapaz \| Ineos Grenadiers \| 4 h 09 min 27 s \| \| \| 2.º \| Miguel Ángel López \| Astana Qazaqstan Team \| + 8 s \| \| \| 3.º \| Primož Roglič \| Jumbo-Visma \| + 8 s \| \| \| 4.º \| João Almeida \| UAE Team Emirates \| + 27 s \| \| \| 5.º \| Carlos Rodríguez \| Ineos Grenadiers \| + 36 s \| \| \| 6.º \| Enric Mas \| Movistar Team \| + 36 s \| \| \| 7.º \| Thymen Arensman \| Team DSM \| + 51 s \| \| \| 8.º \| Remco Evenepoel \| Quick-Step Alpha Vinyl \| + 56 s \| \| \| 9.º \| Juan Ayuso \| UAE Team Emirates \| + 56 s \| \| \| 10.º \| Wilco Kelderman \| Bora-Hansgrohe \| + 1 min 24 s \| \| |                    |                        |                 |
| |                    |                        |                 |
| Fuente: ProCyclingStats |                    |                        |                 |
| Clasificación de la etapa |                    |                        |                 |
| Ciclista | Ciclista           | Equipo                 | Tiempo          |
| 1.º | Richard Carapaz    | Ineos Grenadiers       | 4 h 09 min 27 s |
| 2.º | Miguel Ángel López | Astana Qazaqstan Team  | + 8 s           |
| 3.º | Primož Roglič      | Jumbo-Visma            | + 8 s           |
| 4.º | João Almeida       | UAE Team Emirates      | + 27 s          |
| 5.º | Carlos Rodríguez   | Ineos Grenadiers       | + 36 s          |
| 6.º | Enric Mas          | Movistar Team          | + 36 s          |
| 7.º | Thymen Arensman    | Team DSM               | + 51 s          |
| 8.º | Remco Evenepoel    | Quick-Step Alpha Vinyl | + 56 s          |
| 9.º | Juan Ayuso         | UAE Team Emirates      | + 56 s          |
| 10.º | Wilco Kelderman    | Bora-Hansgrohe         | + 1 min 24 s    |

## Clasificaciones al final de la etapa

### Clasificación general
| \| Clasificación general \| Clasificación general \| Clasificación general \| Clasificación general \| Clasificación general \| \| Ciclista \| Ciclista \| Equipo \| Tiempo \| \| \| --------------------- \| --------------------- \| ---------------------- \| --------------------- \| --------------------- \| \| 1.º \| Remco Evenepoel \| Quick-Step Alpha Vinyl \| 52 h 21 min 33 s \| \| \| 2.º \| Primož Roglič \| Jumbo-Visma \| + 1 min 49 s \| \| \| 3.º \| Enric Mas \| Movistar Team \| + 2 min 43 s \| \| \| 4.º \| Carlos Rodríguez \| Ineos Grenadiers \| + 3 min 46 s \| \| \| 5.º \| Juan Ayuso \| UAE Team Emirates \| + 4 min 53 s \| \| \| 6.º \| Miguel Ángel López \| Astana Qazaqstan Team \| + 6 min 02 s \| \| \| 7.º \| João Almeida \| UAE Team Emirates \| + 6 min 49 s \| \| \| 8.º \| Wilco Kelderman \| Bora-Hansgrohe \| + 6 min 56 s \| \| \| 9.º \| Tao Geoghegan Hart \| Ineos Grenadiers \| + 8 min 49 s \| \| \| 10.º \| Ben O'Connor \| AG2R Citroën Team \| + 9 min 12 s \| \| |                    |                        |                  |
| |                    |                        |                  |
| Fuente: ProCyclingStats |                    |                        |                  |
| Clasificación general |                    |                        |                  |
| Ciclista | Ciclista           | Equipo                 | Tiempo           |
| 1.º | Remco Evenepoel    | Quick-Step Alpha Vinyl | 52 h 21 min 33 s |
| 2.º | Primož Roglič      | Jumbo-Visma            | + 1 min 49 s     |
| 3.º | Enric Mas          | Movistar Team          | + 2 min 43 s     |
| 4.º | Carlos Rodríguez   | Ineos Grenadiers       | + 3 min 46 s     |
| 5.º | Juan Ayuso         | UAE Team Emirates      | + 4 min 53 s     |
| 6.º | Miguel Ángel López | Astana Qazaqstan Team  | + 6 min 02 s     |
| 7.º | João Almeida       | UAE Team Emirates      | + 6 min 49 s     |
| 8.º | Wilco Kelderman    | Bora-Hansgrohe         | + 6 min 56 s     |
| 9.º | Tao Geoghegan Hart | Ineos Grenadiers       | + 8 min 49 s     |
| 10.º | Ben O'Connor       | AG2R Citroën Team      | + 9 min 12 s     |

### Clasificación por puntos
| Clasificación por puntos | Clasificación por puntos | Clasificación por puntos | Clasificación por puntos | Clasificación por puntos |
| Ciclista                 | Ciclista                 | Equipo                   | Puntos                   |                          |
| ------------------------ | ------------------------ | ------------------------ | ------------------------ | ------------------------ |
| 1.º                      | Mads Pedersen            | Trek-Segafredo           | 267 pts                  |                          |
| 2.º                      | Primož Roglič            | Jumbo-Visma              | 96 pts                   |                          |
| 3.º                      | Marc Soler               | UAE Team Emirates        | 96 pts                   |                          |
| 4.º                      | Fred Wright              | Bahrain Victorious       | 96 pts                   |                          |
| 5.º                      | Remco Evenepoel          | Quick-Step Alpha Vinyl   | 94 pts                   |                          |
| 6.º                      | Samuele Battistella      | Astana Qazaqstan Team    | 91 pts                   |                          |
| 7.º                      | Enric Mas                | Movistar Team            | 71 pts                   |                          |
| 8.º                      | Kaden Groves             | BikeExchange-Jayco       | 60 pts                   |                          |
| 9.º                      | Pascal Ackermann         | UAE Team Emirates        | 56 pts                   |                          |
| 10.º                     | Tim Merlier              | Alpecin-Deceuninck       | 56 pts                   |                          |

### Clasificación de la montaña
| Clasificación de la montaña | Clasificación de la montaña | Clasificación de la montaña        | Clasificación de la montaña | Clasificación de la montaña |
| Ciclista                    | Ciclista                    | Equipo                             | Puntos                      |                             |
| --------------------------- | --------------------------- | ---------------------------------- | --------------------------- | --------------------------- |
| 1.º                         | Jay Vine                    | Alpecin-Deceuninck                 | 40 pts                      |                             |
| 2.º                         | Richard Carapaz             | Ineos Grenadiers                   | 26 pts                      |                             |
| 3.º                         | Robert Stannard             | Alpecin-Deceuninck                 | 21 pts                      |                             |
| 4.º                         | Marc Soler                  | UAE Team Emirates                  | 20 pts                      |                             |
| 5.º                         | Jimmy Janssens              | Alpecin-Deceuninck                 | 17 pts                      |                             |
| 6.º                         | Thibaut Pinot               | Groupama-FDJ                       | 12 pts                      |                             |
| 7.º                         | Rubén Fernández Andújar     | Cofidis                            | 11 pts                      |                             |
| 8.º                         | Louis Meintjes              | Intermarché-Wanty-Gobert Matériaux | 10 pts                      |                             |
| 9.º                         | Jesús Herrada               | Cofidis                            | 10 pts                      |                             |
| 10.º                        | Remco Evenepoel             | Quick-Step Alpha Vinyl             | 9 pts                       |                             |

### Clasificación de los jóvenes
| Clasificación del mejor joven | Clasificación del mejor joven | Clasificación del mejor joven | Clasificación del mejor joven | Clasificación del mejor joven |
| Ciclista                      | Ciclista                      | Equipo                        | Tiempo                        |                               |
| ----------------------------- | ----------------------------- | ----------------------------- | ----------------------------- | ----------------------------- |
| 1.º                           | Remco Evenepoel               | Quick-Step Alpha Vinyl        | 52 h 21 min 33 s              |                               |
| 2.º                           | Carlos Rodríguez              | Ineos Grenadiers              | + 3 min 46 s                  |                               |
| 3.º                           | Juan Ayuso                    | UAE Team Emirates             | + 4 min 53 s                  |                               |
| 4.º                           | João Almeida                  | UAE Team Emirates             | + 6 min 49 s                  |                               |
| 5.º                           | Thymen Arensman               | Team DSM                      | + 9 min 14 s                  |                               |
| 6.º                           | Sergio Higuita                | Bora-Hansgrohe                | + 34 min 04 s                 |                               |
| 7.º                           | José Félix Parra              | Equipo Kern Pharma            | + 34 min 32 s                 |                               |
| 8.º                           | Gino Mäder                    | Bahrain Victorious            | + 41 min 18 s                 |                               |
| 9.º                           | Clément Champoussin           | AG2R Citroën Team             | + 41 min 31 s                 |                               |
| 10.º                          | Edoardo Zambanini             | Bahrain Victorious            | + 50 min 09 s                 |                               |

### Clasificación por equipos
| Clasificación por equipos | Clasificación por equipos          | Clasificación por equipos | Clasificación por equipos |
| Equipo                    | Equipo                             | Tiempo                    |                           |
| ------------------------- | ---------------------------------- | ------------------------- | ------------------------- |
| 1.º                       | UAE Team Emirates                  | 156 h 18 min 52 s         |                           |
| 2.º                       | Ineos Grenadiers                   | + 4 min 46 s              |                           |
| 3.º                       | Astana Qazaqstan Team              | + 34 min 23 s             |                           |
| 4.º                       | Bora-Hansgrohe                     | + 35 min 08 s             |                           |
| 5.º                       | Intermarché-Wanty-Gobert Matériaux | + 40 min 13 s             |                           |
| 6.º                       | Movistar Team                      | + 40 min 52 s             |                           |
| 7.º                       | Bahrain Victorious                 | + 43 min 19 s             |                           |
| 8.º                       | EF Education-EasyPost              | + 44 min 45 s             |                           |
| 9.º                       | Jumbo-Visma                        | + 1 h 02 min 51 s         |                           |
| 10.º                      | Burgos-BH                          | + 1 h 32 min 26 s         |                           |

## Abandonos
Kelland O'Brien no completó la etapa.